# شركة نفط الجابون
شركة نفط الغابون هي شركة النفط والغاز الوطنية لدولة الغابون الأفريقية. وهي خليفة الشركة الوطنية للبترول الغابونية ، التي تم حلها في عام 1987. لم يكن لدى الجابون شركة نفط وطنية مملوكة للدولة حتى تم تأسيس شركة نفط الجابون في يونيو 2011.